# Jørgen Vagn Pedersen
Jørgen Vagn Pedersen (8 oktober 1959) is een voormalig Deens wielrenner.

## Carrière
Pedersen werd prof in 1984. In 1985 won hij een etappe in de Ronde van Frankrijk. In 1986 droeg hij gedurende 5 dagen de gele trui. In 1987 won zijn ploegmaat Stephen Roche de Ronde. In 1986 won hij ook een etappe in Parijs-Nice.

## Resultaten in voornaamste wedstrijden
| Jaar | Ronde van Italië | Ronde van Frankrijk | Ronde van Spanje |
| ---- | ---------------- | ------------------- | ---------------- |
| 1985 |                  | 50e (1)             |                  |
| 1986 | 44e              | 77e                 |                  |
| 1987 |                  | 68e                 |                  |
| 1988 |                  | 26e                 | 43e              |
| 1989 | opgave           |                     |                  |
| 1990 |                  |                     | 67e              |